# Bevernel
Bevernel (Pimpinella) is een geslacht van kruidachtige planten uit de schermbloemenfamilie (Umbelliferae of Apiaceae). De soorten komen voor in de Oude Wereld.
In België en Nederland komen drie soorten in het wild voor:
- Anijs (Pimpinella anisum)
- Grote bevernel (Pimpinella major)
- Kleine bevernel (Pimpinella saxifraga)

Anijs komt niet of nauwelijks in het wild voor, maar wordt wel gekweekt vanwege het zaad.

## Ecologische aspecten
Bevernelsoorten zijn waardplant voor onder meer het klein peenplatlijfje (Depressaria depressana), het bevernelplatlijfje (Depressaria pimpinellae), Papilio zelicaon en Zygaena minos.

## Soorten
- Pimpinella acronemastrum Farille & Lachard
- Pimpinella acuminata (Edgew.) C.B.Clarke
- Pimpinella acutidentata C.Norman
- Pimpinella adiyamanensis Yıld. & Kılıç
- Pimpinella adscendens Dalzell
- Pimpinella affinis Ledeb.
- Pimpinella ahmarensis Dawit
- Pimpinella alismatifolia C.C.Towns.
- Pimpinella anagodendron Bolle
- Pimpinella anisactis Rech.f.
- Pimpinella anisetum Boiss. & Balansa
- Pimpinella anisoides V.Brig.
- Pimpinella anisum L. - Anijs
- Pimpinella aromatica M.Bieb.
- Pimpinella atropurpurea C.Y.Wu ex R.H.Shan & F.T.Pu
- Pimpinella aurea DC.
- Pimpinella barbata (DC.) Boiss.
- Pimpinella battandieri Chabert
- Pimpinella betsileensis Humbert ex Sales & Hedge
- Pimpinella bialata H.Wolff
- Pimpinella bisinuata H.Wolff
- Pimpinella bobrovii (Woronow ex Schischk.) M.Hiroe
- Pimpinella brachyclada Rech.f. & Riedl
- Pimpinella bracteata Haines
- Pimpinella buchananii H.Wolff
- Pimpinella caffra (Eckl. & Zeyh.) D.Dietr.
- Pimpinella camptotricha Penz.
- Pimpinella candolleana Wight & Arn.
- Pimpinella cappadocica Boiss. & Balansa
- Pimpinella caudata (Franch.) H.Wolff
- Pimpinella chungdienensis C.Y.Wu
- Pimpinella cnidioides H.Pearson ex H.Wolff
- Pimpinella coriacea (Franch.) H.Boissieu
- Pimpinella corymbosa Boiss.
- Pimpinella cretica Poir.
- Pimpinella cumbrae Link
- Pimpinella cypria Boiss.
- Pimpinella dendroselinum Webb
- Pimpinella deverroides (Boiss.) Boiss.
- Pimpinella diversifolia DC.
- Pimpinella ebracteata Baker
- Pimpinella enguezekensis Yıldırım, Akalın & Yeşil
- Pimpinella eriocarpa Banks & Sol.
- Pimpinella erythraeae Armari
- Pimpinella etbaica Schweinf.
- Pimpinella fargesii H.Boissieu
- Pimpinella favifolia C.Norman
- Pimpinella filiformis H.Wolff
- Pimpinella filipedicellata S.L.Liou
- Pimpinella flabellifolia (Boiss.) Benth. & Hook.f. ex Drude
- Pimpinella flaccida C.B.Clarke
- Pimpinella gilanica Mozaff.
- Pimpinella grisea H.Wolff
- Pimpinella hadacii Engstrand
- Pimpinella hastata C.B.Clarke
- Pimpinella helosciadoidea H.Boissieu
- Pimpinella henryi Diels
- Pimpinella heyneana (DC.) Benth. & Hook.f.
- Pimpinella heywoodii Dawit
- Pimpinella hirtella (Hochst.) A.Rich.
- Pimpinella homblei C.Norman
- Pimpinella huillensis Welw. ex Engl.
- Pimpinella humbertii Sales & Hedge
- Pimpinella ibradiensis Çinbilgel, Eren, H.Duman & Gökceoğlu
- Pimpinella inundata (Farille & S.B.Malla) P.K.Mukh. & Constance
- Pimpinella isaurica V.A.Matthews
- Pimpinella javana DC.
- Pimpinella junionae Ceballos & Ortuño
- Pimpinella kaessneri (H.Wolff) Cannon
- Pimpinella kawalekhensis Farille & Lachard
- Pimpinella keniensis C.Norman
- Pimpinella khayyamii Mozaff.
- Pimpinella khorasanica Engstrand
- Pimpinella kingdon-wardii H.Wolff
- Pimpinella koelzii M.Hiroe
- Pimpinella kotschyana Boiss.
- Pimpinella kurdica Rech.f. & Riedl
- Pimpinella kyimbilaensis H.Wolff
- Pimpinella ledermannii H.Wolff
- Pimpinella leptoclada (Aitch. & Hemsl.) Mousavi, Mozaff. & Zarre
- Pimpinella leschenaultii DC.
- Pimpinella liiana M.Hiroe
- Pimpinella limprichtii H.Wolff
- Pimpinella lindblomii H.Wolff
- Pimpinella lineariloba Cannon
- Pimpinella lutea Desf.
- Pimpinella major (L.) Huds. - Grote bevernel
- Pimpinella menachensis Schweinf. ex H.Wolff
- Pimpinella mulanjensis C.C.Towns.
- Pimpinella nana Pimenov
- Pimpinella neglecta C.Norman
- Pimpinella nephrophylla Rech.f. & Riedl
- Pimpinella nervosa C.B.Clarke
- Pimpinella niitakayamensis Hayata
- Pimpinella nudicaulis Trautv.
- Pimpinella nyingchiensis Z.H.Pan & K.Yao
- Pimpinella oliverioides Boiss. & Hausskn.
- Pimpinella olivieri Boiss.
- Pimpinella oreophila Hook.f.
- Pimpinella paludosa C.C.Towns.
- Pimpinella parishiana Kurz
- Pimpinella pastinacifolia (Boiss.) H.Wolff
- Pimpinella paucidentata V.A.Matthews
- Pimpinella peregrina L.
- Pimpinella perrieri Sales & Hedge
- Pimpinella peucedanifolia Fisch. ex Ledeb.
- Pimpinella physotrichioides C.Norman
- Pimpinella pimpinelloides (Hochst.) H.Wolff
- Pimpinella pretenderis Orph. ex Halácsy
- Pimpinella procumbens (Boiss.) Pau
- Pimpinella propinqua H.Wolff
- Pimpinella pruatjan Molk.
- Pimpinella puberula (DC.) Boiss.
- Pimpinella purpurea (Franch.) H.Boissieu
- Pimpinella renifolia H.Wolff
- Pimpinella rhodantha Boiss.
- Pimpinella rhomboidea Diels
- Pimpinella richardsiae C.C.Towns.
- Pimpinella rigidistyla C.C.Towns.
- Pimpinella rigidiuscula C.C.Towns.
- Pimpinella rigidula (Boiss. & Orph.) H.Wolff
- Pimpinella robynsii C.Norman
- Pimpinella rollae Billore & Hemadri
- Pimpinella rubescens (Franch.) H.Wolff ex Hand.-Mazz.
- Pimpinella saxifraga L. - Kleine bevernel
- Pimpinella schimperi Dawit
- Pimpinella schweinfurthii Asch.
- Pimpinella serbica (Vis.) Benth. & Hook.f. ex Drude
- Pimpinella sikkimensis C.B.Clarke
- Pimpinella silvatica Hand.-Mazz.
- Pimpinella silvicola Hemp
- Pimpinella sintenisii H.Wolff
- Pimpinella smithii H.Wolff
- Pimpinella squamosa Karjagin
- Pimpinella stracheyi C.B.Clarke
- Pimpinella tagawae M.Hiroe
- Pimpinella tenuicaulis Baker
- Pimpinella thellungiana H.Wolff
- Pimpinella tibetanica H.Wolff
- Pimpinella tirupatiensis N.P.Balakr. & Subr.
- Pimpinella tomentosa Dalzell ex C.B.Clarke
- Pimpinella tongloensis P.K.Mukh.
- Pimpinella tragioides (Boiss.) Benth. & Hook.f. ex Drude
- Pimpinella tragium Vill.
- Pimpinella tripartita Kalen.
- Pimpinella triternata Diels
- Pimpinella tunceliana Yıld.
- Pimpinella turcomanica Schischk.
- Pimpinella urbaniana Fedde ex H.Wolff
- Pimpinella urceolata Watt ex Banerji
- Pimpinella valleculosa K.T.Fu
- Pimpinella villosa Schousb.
- Pimpinella wallichiana (Miq.) Gandhi
- Pimpinella wallichii C.B.Clarke
- Pimpinella woodii C.C.Towns.
- Pimpinella xizangensis R.H.Shan & F.T.Pu
- Pimpinella yunnanensis (Franch.) H.Wolff
- Pimpinella zagrosica Boiss. & Hausskn.

## Hybriden
- Pimpinella × intermedia Figert
- Pimpinella × subnigra Tzvelev